# Festuca pinifolia
Festuca pinifolia är en gräsart som först beskrevs av Eduard Hackel och Pierre Edmond Boissier, och fick sitt nu gällande namn av Joseph Friedrich Nicolaus Bornmüller. Festuca pinifolia ingår i släktet svinglar, och familjen gräs. Inga underarter finns listade i Catalogue of Life.